# Jamamoto Maszakuni
Jamamoto Maszakuni (Sizuoka, 1958. április 4. –) japán válogatott labdarúgó.

## Statisztika
| Japán válogatott | Japán válogatott | Japán válogatott |
| Időszak          | Mérk.            | gól              |
| ---------------- | ---------------- | ---------------- |
| 1980             | 2                | 0                |
| 1981             | 2                | 0                |
| Összesen         | 4                | 0                |